# Alfred Schläppi
Alfred Schläppi (ur. 30 stycznia 1898 w Leysin, zm. 15 kwietnia 1981 tamże) – szwajcarski bobsleista rywalizujący w pierwszej połowie lat dwudziestych. 

## Kariera sportowa
W 1924 zdobył złoty medal w czwórkach na zimowych igrzysk olimpijskich w Chamonix. W załodze boba znajdował się także jego młodszy brat Heinrich.